# Прауральцы
Прауральцы — носители гипотетического прауральского языка. При этом разделяют эндоуральцев (финны, удмурты, коми, вепсы, карелы), на диалектах которых строились современные уральские языки, и парауральцев, не оставивших прямых языковых потомков. Также иногда выделяют экзоуральцев, под которыми понимаются народы, изначально не говорившие на уральских языках, но ассимилированные носителями этих языков.

## Место обитания
Вопрос прародины до конца не решён. Как предполагает Напольских, Владимир Владимирович, она располагалась между бассейном нижней и средней Оби и верхним течением Печоры, и ее следует связывать с культурами гребенчатой керамики, распространенными в неолите этого региона.

### Деревья, известные прауральцам
- *koxjï — берёза
- *kåxsï — ель
- *jVxi — сосна
- *δ’ïxmï — черемуха птичья (Padus avium L.)
- *sïksï — кедр (Pinus cembra Sibirica)

## Образ жизни
Были носителями мезолитической культуры (охотники и рыболовы). Охотились, в основном, на лосей, северных оленей, медведей и птиц. Ни скотоводства, ни земледелия не знали. Как предполагает П. Саммалахти, жили кочевыми племенами численностью в 200—300 человек. Общая численность не превышала 100 000 человек. Постоянные контакты между племенами позволяли поддерживать лингвистическую гомогенность.

### Орудия, которыми пользовались прауральцы
- *kurå — нож
- *piksi — верёвка
- *jïŋsï — лук
- *jänti — тетива
- *ńïxlï — стрела
- *äjmä — игла

## Религия
Прауральцы, как и большинство народов доисторической эпохи, исповедовали анимизм. Мироздание представлялось им трёхчастным, состоящим из верхнего (небесный свод), среднего (земля) и нижнего (подземного) миров. Средний мир пересекала Мировая река, текущая с юга на север. В подземном мире обитали мёртвые и духи зла.
Верхним миром управляет бог неба, который создал этот мир. Он также является главным божеством. Его супруга повелевает средним миром. Она покровительствует женщинам и новорожденным. Повелитель нижнего мира — злое божество, насылающее на людей болезни и кровососущих насекомых.
Попытка детальной реконструкции прауральских космогонических мифов была предпринята В. В. Напольских в его монографии, изданной в 1991 году.

## История
Разделились на два народа, когда прасамодийцы переселились в район Саянских гор.

## Антропологический тип
По всей видимости, принадлежали к древнеуральской расе, черты которой наиболее полно сохранились в антропологическом типе современных манси (Напольских 1997).